# خليل بار (عقدا)
خلیل بار (بالفارسية: خلیل بار) هي قرية تقع في إيران في قسم عقدا الريفي.